# Surplace

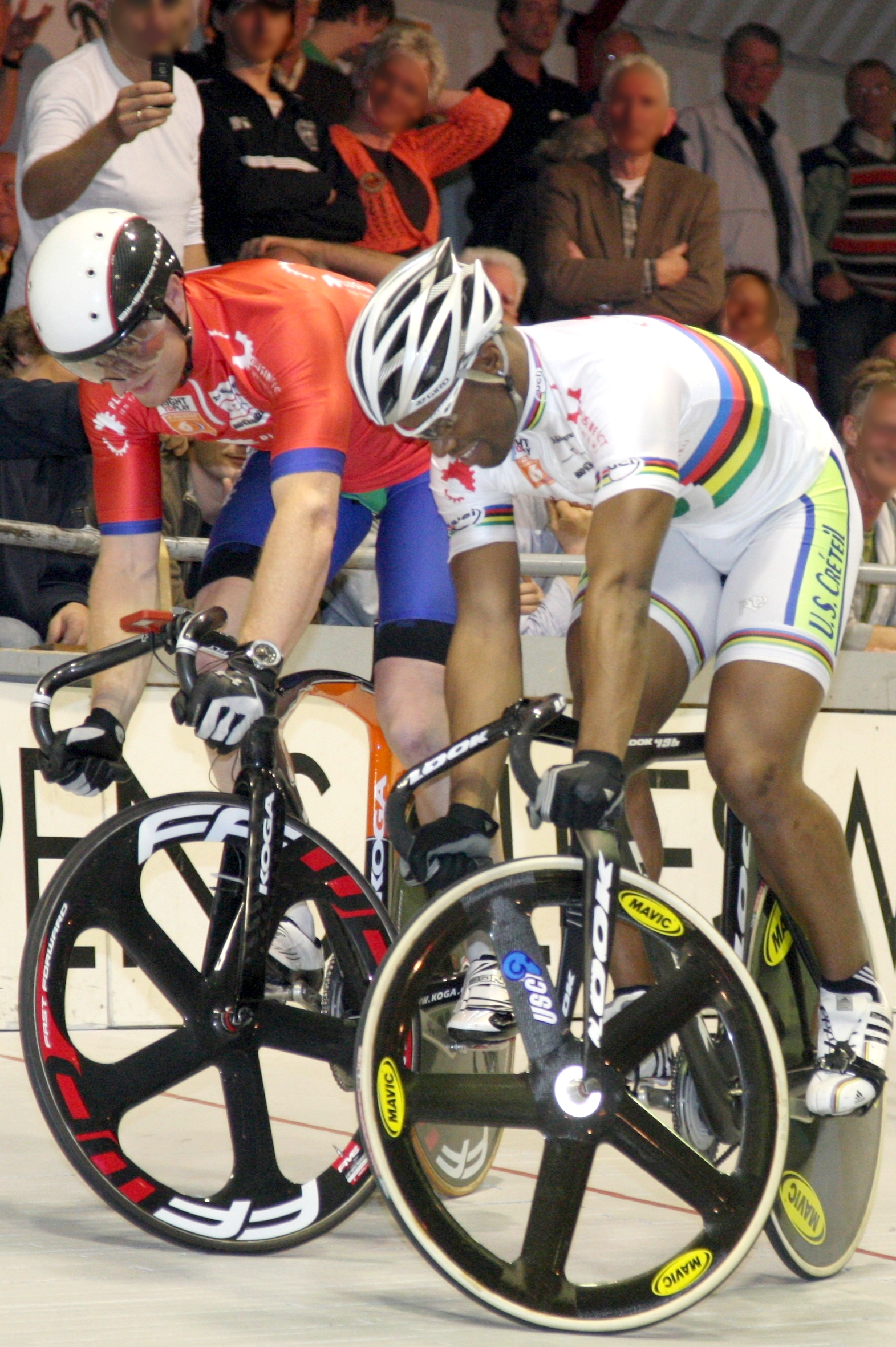
Twee baanwielrenners die een surplace uitvoeren.

Surplace (uit het Frans, letterlijk 'op de plaats') is een techniek waarbij de fiets al balancerend op (nagenoeg) dezelfde plek gehouden wordt zonder te steunen op bijvoorbeeld de grond. Bij het uitvoeren van de surplace wordt veelal gebruikgemaakt van een zogeheten doortrapper. 
Het surplacen is onder meer in het baanwielrennen aan te treffen. Een goede beheersing van de surplace kan daarin een tactisch voordeel opleveren tijdens de wedstrijd. Een tegenstander die de techniek minder beheerst kan ermee gedwongen worden "op kop te rijden" en belandt zodoende in een minder overzichtelijke positie. Er worden tegenwoordig beperkingen aan het toepassen van de surplace opgelegd door de UCI zoals een maximale tijdsduur van een halve minuut. Tijdens wedstrijden kwamen vroeger duels voor met surplaces die soms langer dan een half uur duurden. De langste surplace (in 1968) eindigde na 63 minuten.
Ook in het kunstfietsen wordt de surplace toegepast. Bij het voorbereiden van diverse stunts op een BMX-fiets is beheersen van een goede surplace-techniek ook een vereiste.